# 李榮德
李荣徳 （韓語：이영덕，1926年3月6日—2010年2月6日) 大韩民国的教育学者和政治家。1994年4月－12月任国务总理。

## 生平
李荣徳1926年出生于平安南道江西，平壤高等普通学校毕业，1955年在首爾大學师范学院教育系毕业之后，留学美国俄亥俄州州立大学攻读哲学博士学位（1959年）。回国在教育界进行活动，先后任汉城大学助教、副教授、教授、韩国教育开发院院长（1971－1980）等职务。
1984年任大韩红十字会总裁，1985年担任南北红十字会会谈首席代表访问平壤。此后，回到教育界任初等教育研究会长、联合国教科文组织汉城协会会长、明知大学校长和教员团体总联合会会长等职。
后任政府公务员伦理委员会委员长一职，在金泳三政府初期改革做出贡献，这一点得到了大众认可，1993年12月被任命为统一副总理兼统一院长官。1994年4月22日，金泳三总统将经常发生摩擦的李会昌前总理撤换之后，被任命为第27任总理。
此后历任和平广场、学校法人理事长的补习班（岘洞东大学）财团理事长、社团法人“文化市民运动”中央协会会长、韩国青少年辅导员理事长、精神文化研究院院长、韩国社会福利协会会长等职务，2009年11月与前国务总理南悳祐、郑元植一同参与成立“首都分割，建设更好的世宗市国民会议”。
2010年因肺炎导致健康恶化去世，享寿84岁（满83岁）。

## 个人生活
他是一名基督徒，不吸烟、不饮酒，喜欢打网球和登山。